# 塞思·尼科尔森
塞思·巴恩斯·尼科尔森（英語：Seth Barnes Nicholson，1891年11月12日—1963年7月2日）是一名美国天文学家。
尼科尔森出生并成长在伊利诺州的斯普林菲尔德的一个小村庄。在德莱克大学学习期间培养起了天文兴趣。
1914年，在加利福尼亚大学的立克天文台，在观测刚刚发现不久的帕西法尔时，他又发现了一颗新的卫星希诺佩，1915年，他的博士学位论文正是计算这颗卫星的轨道。
他的整个职业生涯都是在威尔逊山天文台中度过的，在那里他还发现了三颗木卫：1938年发现丽西提亚，加尔尼；1951年发现安纳金，以及特洛伊小行星1647曼尼雷斯，并且计算出几个彗星以及冥王星的轨道。
希诺佩、丽西提亚、加尔尼和安纳金一直都简单地以木卫九，木卫十，木卫十一以及木卫十二命名，因為尼科爾森本人拒绝為這些衛星建議名字，直到1975年才有了正式的名字。
在威尔逊山，他的主要任务是观测太阳的活动，一直持續幾十年，而且每年都有关于太阳黑子活动的报告。他还观测了一些日食现象，从而测量出日冕的亮度和温度。
1920年代早期，他和爱迪生·佩迪特共同建立了第一个系统的红外线天体观测站。他们用一个真空电偶来测量红外线源，得出月亮的温度，从而导出这样结论：月亮表面覆盖着一层薄的起到绝缘作用的气体层，对行星，黑子，星星也是这样。他们对离我们较近的红巨星的温度测量引导出了星星直径第一次的测定。
从1943年到1955年，他任太平洋天文学会的出版物编辑，并两次担当学会主席。1963年被授予布鲁斯奖。
尼科尔森逝世于洛杉矶。
小行星(1831) 尼克尔森，以及地球上加拿大西北地區、月球和火星上各有一环形山，以及木衛三上的尼克爾森區都是以他的名字命名。
| (878) 米爾德麗德 | 1916年9月6日  |
| 1647 Menelaus    | 1957年6月23日 |